# Peter Fonda
Peter Fonda, ameriški filmski igralec, * 23. februar 1940, New York, New York, Združene države Amerike, † 16. avgust 2019, Los Angeles, ZDA.
Peter Fonda je bil sin Henryja Fonde, mlajši brat Jane Fonda in oče Bridget Fonda. Bil je vidna osebnost v alternativni kulturi 60-ih let 20. stoletja. Nominiran je bil za oskarja za najboljši izvirni scenarij za film Goli v sedlu (1969) in za oskarja za najboljšega igralca za Ulee's Gold (1997). Za slednjega je prejel zlati globus za najboljšega igralca v filmski drami. Prejel tudi zlati globus za najboljšega igralca v stranski vlogi v seriji, miniseriji ali televizijskem filmu za The Passion of Ayn Rand (1999).